# Piotr Nalicz
Piotr Andriejewicz Nalicz, rus. Пётр Андреевич Налич (ur. 30 kwietnia 1981 w Moskwie) – rosyjski piosenkarz i kompozytor muzyki pop. Założyciel i lider zespołu Muzykalny kollektiv Petra Nalitcha.

## Życiorys
Urodził się w Moskwie. Jest wnukiem Zahida Nalicia, bośniackiego śpiewaka operowego. Ukończył studia na Uniwersytecie Architektury w Moskwie (МАРХИ) i studiował muzykę w Orfei Studio. Przez dwa lata pracował jako architekt.
Zyskał popularność w 2007 po opublikowaniu na YouTube satyrycznego teledysku do utworu „Guitar”, w którym śmieje się ze swojego łamanego angielskiego i amatorskich efektów filmowych. 9 listopada w klubie „Apszu” w Moskwie zagrał swój pierwszy koncert w karierze. Po udanym występie zebrał zespół muzyków (Jura Kostenko, Sergej Sokołow, Kostja Szweczow, Dima Simonow, Denis Marinkin), z którym — jako Muzykalny kollektiv Petra Nalitcha (MKPN) bądź Peter Nalitch and Friends — zagrał kolejne dwa koncerty w 2008 w klubie „Ikra”. W tym samym roku wydał z zespołem album pt. Radost prostych melody, a w ciągu kolejnych dwóch lat odbył trasę koncertową po Rosji oraz wydał koncertowe DVD pt. MKPN v B1 Maximum i EP-kę More. W 2009 zespół zagrał na festiwalu Sfinks w Antwerpii.
W maju 2010, reprezentując Rosję z utworem „Lost and Forgotten”, zajął 11. miejsce w finale 55. Konkursu Piosenki Eurowizji w Oslo. W wywiadach przed konkursem podkreślał, że podczas konkursu zaprezentuje nowy styl muzyczny, nazwany Jolly Babury. W 2011 wydał album pt. Overseas.

## Dyskografia
Albumy studyjne
- Radost prostych melodij (2008)
- Wiesiołyje Baburi (2010)
- Overseas (2011)
- Gold Fish (2012)

Albumy koncertowe
- Koncert MKPN v B1 Maximum (2009)

Minialbumy
- Morie (2009)